# Carvalhos
Carvalhos là một đô thị thuộc bang Minas Gerais, Brasil. Đô thị này có diện tích 282,587 km², dân số năm 2007 là 4611 người, mật độ 16,9 người/km².